# Funakawa Takunosuke
Funakawa Takunosuke (船川琢之介 Funakawa, Takunosuke, sinh ngày 11 tháng 6 năm 1996 ở Akita, Akita) là một cầu thủ bóng đá người Nhật Bản thi đấu cho Blaublitz Akita và tính đến năm 2018, anh thi đấu cho Kochi United SC của Shikoku Soccer League.

## Thống kê câu lạc bộ
Cập nhật đến ngày 23 tháng 2 năm 2016.
| Thành tích câu lạc bộ | Thành tích câu lạc bộ | Thành tích câu lạc bộ | Giải vô địch | Giải vô địch | Cúp                   | Cúp                   | Tổng cộng | Tổng cộng |
| Mùa giải              | Câu lạc bộ            | Giải vô địch          | Số trận      | Bàn thắng    | Số trận               | Bàn thắng             | Số trận   | Bàn thắng |
| Nhật Bản              | Nhật Bản              | Nhật Bản              | Giải vô địch | Giải vô địch | Cúp Hoàng đế Nhật Bản | Cúp Hoàng đế Nhật Bản | Tổng cộng | Tổng cộng |
| --------------------- | --------------------- | --------------------- | ------------ | ------------ | --------------------- | --------------------- | --------- | --------- |
| 2015                  | Blaublitz Akita       | J3 League             | 2            | 0            | 0                     | 0                     | 2         | 0         |
| Tổng cộng sự nghiệp   | Tổng cộng sự nghiệp   | Tổng cộng sự nghiệp   | 2            | 0            | 0                     | 0                     | 2         | 0         |